# Bishōjo senshi Sailor Moon S: Jōgai rantō!? Shuyaku sōdatsusen
Bishōjo senshi Sailor Moon S: Jōgai rantō!? Shuyaku sōdatsusen (美少女戦士セーラームーンS 場外乱闘!? 主役争奪戦?, Bishōjo senshi Sērā Mūn S: Jōgai rantō!? Shuyaku sōdatsusen) è un videogioco per Super Nintendo picchiaduro a incontri sviluppato dalla Bandai nel 1994 ed ispirato all'anime Sailor Moon S, terza stagione della serie Sailor Moon. Il videogioco è stato pubblicato esclusivamente in Giappone.

## Modalità di gioco
Il giocatore può scegliere fra quattro modalità di gioco: "pratica", "torneo", "incontro" e "storia". In ogni modalità il gameplay di base è lo stesso, ad eccezione del fatto che nelle modalità "incontro" e "storia" il giocatore può personalizzare le abilità del personaggio scelto distribuendo dei punti fra le sei caratteristiche del personaggio.
Nella modalità "storia il giocatore può scegliere il proprio personaggio fra Sailor Moon, Sailor Mercury, Sailor Mars, Sailor Jupiter, Sailor Venus e Sailor Chibimoon, mentre nelle altre modalità è possibile scegliere anche Sailor Pluto, Sailor Uranus e Sailor Neptune. Sailor Saturn è l'unico personaggio non giocabile.

## Accoglienza
Il gioco ha avuto un successo tardivo grazie a molte community in Giappone, Americhe e Italia. Dove grazie all'emulazione riescono a giocare il gioco online.
Il gioco è definito da molti la mecca dei picchiaduro trash in quanto problemi di programmazione hanno reso possibile uno sviluppo del meta molto dinamico in quanto ogni interazione del gioco è possibilmente un bug del codice.
In Italia esiste la community Crystal Rome che porta attivamente il gioco alla ribalta nel territorio italiano.